# Colmenar
Colmenar is een gemeente in de Spaanse provincie Málaga in de regio Andalusië met een oppervlakte van 66 km². In 2007 telde Colmenar 3530 inwoners.